# Biônicos
Biônicos è un film del 2024 diretto da Afonso Poyart.

## Trama
Due sorelle vogliono obiettivi diversi: una vuole essere l'atleta più brava, l'altra vuole difendere l'eredità della loro madre. La loro rivalità si trasformerà in qualcosa di molto pericoloso.

## Distribuzione
Il film è stato distribuito sulla piattaforma Netflix a partire dal 29 maggio 2024.